# Романчич Ганка
Ганка Романчич, у шлюбі Ковальчук (* 1907 — ?) — українська і канадська громадська діячка, народжена у Канаді. Діячка Союзу українок Канади, Першого Світового Жіночого Конгресу (1934) у Станиславові і на різних жіночих міжнародних конференціях і конгресах. Жила у Вінніпеґу.